# 룽게른호
룽게른호(독일어: Lungerersee, 독일어: Lungernsee, 독일어: Lungerensee)는 스위스 옵발덴주에 있는 자연 호수로 해안에 있는 룽게른 마을의 이름을 따서 명명되었다. 호수는 자르넨 호수를 통해 루체른 호수로 흐르는 자르너 아강에 의해 배수된다.
호수는 원래 훨씬 더 커서 호수가 위치한 계곡의 많은 부분을 덮었다. 1836년부터 길이가 380m인 인공 배수 터널을 통해 수위가 36m로 낮아졌다. 현재는 저수지로 사용된다.